# Kärntner Landesjugendchor
Der Landesjugendchor Kärnten/Koroška wurde 2005 vom Kärntner Sängerbund in Kooperation mit dem Land Kärnten (Unterabteilung Volkskultur) gegründet und bietet als Auswahlchor jungen, talentierten Sängerinnen und Sängern aus ganz Kärnten im Alter von 16 bis 26 Jahren das besondere Angebot, die vielen Facetten des vokalen Musizierens kennenzulernen und künstlerisch umzusetzen.
In mehreren Probenwochenenden wird die Chorliteratur einstudiert und anschließend der Öffentlichkeit präsentiert. Die Aufgabe, die jungen Sängerinnen und Sänger auf ihrem Weg zu begleiten, wurde im Gründungsjahr 2005 den beiden Chorleitern Elisabeth Taupe und Edi Oraže zuteil. Nach dem plötzlichen Ableben von Elisabeth Taupe im April 2006 verblieb die musikalische Leitung in den fähigen Händen Edi Oražes. Im Herbst 2009 übernahm Bernhard Wolfsgruber die musikalischen Geschicke des Chores. Von 2011 bis 2014 gab es mit Sonja Moser (Prugger) eine zusätzliche musikalische Führungskraft. Wichtiger Bestandteil des künstlerischen Leitungsteams sind seit mehreren Jahren Doris Aichholzer und Florian Pirolt – beide Gründungsmitglieder des Landesjugendchores.

## Konzerte und Auftritte
Zu den Höhepunkten zählen eine Konzertreise nach Südafrika (2014), die Entsendung als einer von vier Finalisten zur „World Choral Championship“ in Tokyo/Japan (2019) sowie eine Tour durch Kalifornien/USA (2024). Der Landesjugendchor trat mit großem Erfolg bei internationalen Chorwettbewerben an: zweifacher Kategoriesieg und Gesamtsieg bei „Praga Cantat“ in Tschechien (2015), Kategoriesieg und Gesamtsieg bei „Cracovia Cantans“ in Polen (2018), zwei goldene Diplome, ein Sonderpreis sowie der Grand-Prix-Sieg und damit „Anton-Bruckner-Chorpreis 2023“ bei „Sound Waves Linz“ (2023).

## Repertoire
Für jede Chorsaison wird ein Programmschwerpunkt gesetzt. Auch die Zusammenarbeit mit Gastchorleiterinnen und Gastchorleitern (u. a. Karmina Šilec, Norbert Brandauer, Sebastjan Vrhovnik) sowie Instrumentalensembles (u. a. Brass Band Kärnten, kelagBIGband, Tonč Feinig) ist ein großes Anliegen des Chores.